# سوزان جين كونينغهام
سوزان جين كونينغهام (بالإنجليزية: Susan Cunningham) هي رياضياتية أمريكية، ولدت في 23 مارس 1842 في فرجينيا في الولايات المتحدة، وتوفيت في 24 يناير 1921.